# Molí del Gil
El Molí del Gil és un antic molí del terme municipal d'Isona i Conca Dellà situat en el poble d'Isona, de l'antic terme del mateix nom.
Està situat a l'esquerra del barranc de la Colomera, a prop i al sud de l'extrem occidental de la vila d'Isona, al sud-oest del Pui de Juli.